# Konradów (Wólka)
Konradów – kolonia wsi Wólka w Polsce, położona w województwie świętokrzyskim, w powiecie koneckim, w gminie Słupia Konecka.
W latach 1975–1998 kolonia administracyjnie należała do województwa kieleckiego.